# Wolfgang Hasenclever
Wolfgang Hasenclever (* 30. Juli 1929; † 14. Juli 2019) war ein deutscher Jurist und Wissenschaftsmanager. Von 1987 bis 1995 amtierte er als Generalsekretär der Max-Planck-Gesellschaft.

## Leben
Hasenclever wurde 1957 an der Universität Bonn mit einer Arbeit zur Freilassung und Heimschaffung der Kriegsgefangenen bei Beendigung der Feindseligkeiten promoviert.

## Ehrungen
- 1984: Bundesverdienstkreuz erster Klasse
- 1994: Großes Bundesverdienstkreuz